# 別扎尼齊高地
別扎尼齊高地是俄羅斯的高地，位於洛瓦季河和韋利卡亞河之間，由普斯科夫州負責管轄，長86公里、寬35至45公里，面積4,126平方公里，最高點海拔高度338米。